# Оберрит (Санкт-Галлен)
Оберрит (нем. Oberriet SG) — община в Швейцарии, в кантоне Санкт-Галлен.
Входит в состав округа Рейнталь. Население составляет 7785 человек (на 31 декабря 2006 года). Официальный код — 3254.

## Население
На 31 декабря 2010 в общине Оберрит проживало 8254 жителя. Из них 4239 мужчин и 4015 женщин. 6146 жителей — католики, 921 — протестанты и 1183 придерживаются другой или никакой конфессии.

## География
Площадь общины 34.5 квадратных километра, одна из крупнейших в кантоне Санкт-Галлен. Помимо Оберрита в общину входят села Монтлинген, Криссерн, Айхенвис и Кобельвальд и деревни Моос, Рехаг, Штиг, Фрайенбах, Штайн, Кобельвис, Ватт, Хард. Высший пункт в общине 1302 м над у.м., низший — 407 м.

## Экономика
Большая территория общины занята под сельское и лесное хозяйство.
Помимо различных мелких и средних предприятий существуют три промышленных парка. В каждом из них доминирует крупная фирма. В Оберриет-Ост это производитель металлических и пластиковых труб Jansen AG. Со своими 700 рабочих мест он является крупнейшим работодателем Оберрита. В Айхенвис это фирма Rino Weder AG, производитель окон, дверей и фасадов. В Летцау в Монтлингене это Bezema AG, поставщик для производителей текстиля.